# シャルル・デシャン・ド・ボワシェベール
シャルル・デシャン・ド・ボワシェベール・エ・ド・ラフト（Charles Deschamps de Boishébert et de Raffetot、1727年2月7日 - 1797年1月9日）は、コンパニ・フランシュ・ド・ラ・マリーヌの一員で、イギリスによるアカディア人追放に抵抗した民兵の指導者である。別名クーリエ・デュ・ボワ（Courrier du Bois）、ボワ・ゼベール（Bois Hebert）。ボワシェベールはアカディアに拠点を置き、イギリス軍から逃れてきたアカディア難民たちをニューブランズウィックの河川沿いに住まわせ、その保護に力を尽くした。同州グランドベイ＝ウェストフィールドにあるボワシェベール砦は、彼の名にちなむ。ニューブランズウィック州ボーベアーズ島（仏：ボワシェベール島）にあるボーベアーズ国立公園には、アカディア人の強制追放により、難民となったアカディア人をここに住まわせたことによる彼の記念碑が建てられている。

## 家族
シャルル・デシャン・ド・ボワシェベールは、1727年2月7日父アンリ＝ルイ・デシャン・ド・ボワシェベール（Henri-Louis Deschamps de Boishébert）と母ルイーズ＝ジュヌヴィエーヴ・ド・ラムザイ（Louise-Geneviève de Ramezay）の子としてケベックで生まれた。1760年にフランスのクラポンヴィルで従妹シャルロット＝エリザベート＝アントワネット・デシャン・ド・ボワシェベール・エ・ド・ラフト（Charlotte-Élisabeth-Antoinette Deschamps de Boishébert et de Raffetot）と結婚し、一子をもうけた。

## ジョージ王戦争

### ポール・ラ・ジョワイエの戦い

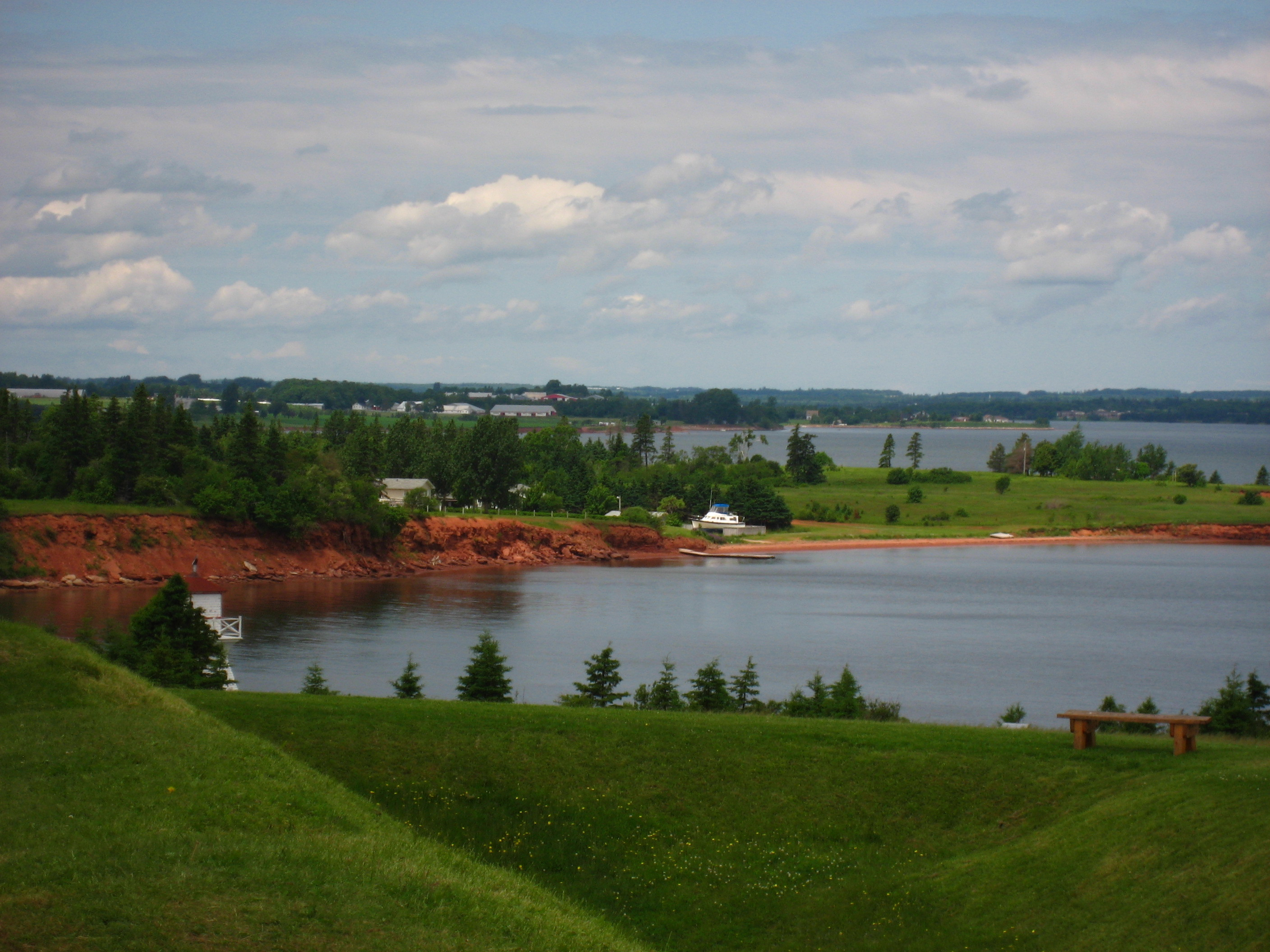
ポール・ラ・ジョワイエ（アマースト砦）

1745年5月から6月のルイブールの戦いの後、ニューイングランド民兵を主力としたイギリス軍は、サンジャン島（現プリンスエドワード島）へ針路を取り、首都ポール・ラ・ジョワイエに向かった。ここには、フランス系の兵士15人とミクマク族の兵100人の駐屯隊がいた。イギリス軍の兵力は2隻のイギリス海軍の軍艦とポール・ラ・ジョワイエに駐留していた200人のニューイングランド兵だった。1746年、アカディアを取り戻すためのダンヴィユ公爵の遠征に加勢すべく、ジャン＝バティスト・ニコラ・ロシュ・ド・ラムザイがケベックからサンジャン島に派遣された。シグネクト地峡のボーセジュール砦に着いたラムザイは、サンジャン島にボワシェベールを派遣し、イギリス軍の規模を偵察させた。
ボワシェベールが戻ったのち、ラムザイはジョゼフ＝ミシェル・ルガルデュール・ド・クロワジーユ・エ・ド・モンテソン（Joseph-Michel Legardeur de Croisille et de Montesson）と500人の兵をポール・ラ・ジョワイエに送り込んだ。500人の兵のうちの200人は、ミクマク族の兵だった。1746年7月にポール・ラ・ジョワイエの近く、ノースイースト川（現ヒルズボロ川）の岸で戦闘が行われたモンテソン率いる部隊は40人のニューイングランド兵を殺し、残りを捕囚として、初めての自分自身による陣頭指揮で名を挙げた。

### アナポリスロイヤルの戦い (1746年)
1746年10月から11月3日まで、ボワシェベールはラムザイの指揮のもと、アカディアにおけるイギリスの植民地経営および軍事の要となっていたアナポリスロイヤルの包囲戦に参加したが、作戦は失敗に終わった。

### グランプレの戦い
ボワシェベールはグランプレの戦いにも参戦した。1747年の冬、ラムザイは部下のニコラ・アントワーヌ2世・クーロン・ド・ヴィリエに、250人のカナダ兵と50人のミクマク兵を率いてグランプレに駐留していたアーサー・ノーブルと一戦交えよと命令した。1747年2月11日、ボワシェベールはこの戦闘で負傷し、フランスの勝利の後、残りの部隊とケベックに戻った。

## ル・ルートル神父戦争
ル・ルートル神父戦争の間、ボワシェベールはイギリス海軍士官のジョン・ラウスと先を争いつつセントジョン川河口へ到着した。ラウスはこの河口をイギリスのものであると主張していたが、ボワシェベールはそこにボワシェベール砦を建て、後にボーセジュール砦の建物と合わせて、メナグエシュ砦として改築した。また彼は漁師に変装し、アカディア人のフランスへの忠誠心を推し量るために、アカディアの海岸を南北に旅した。

## フレンチ・インディアン戦争

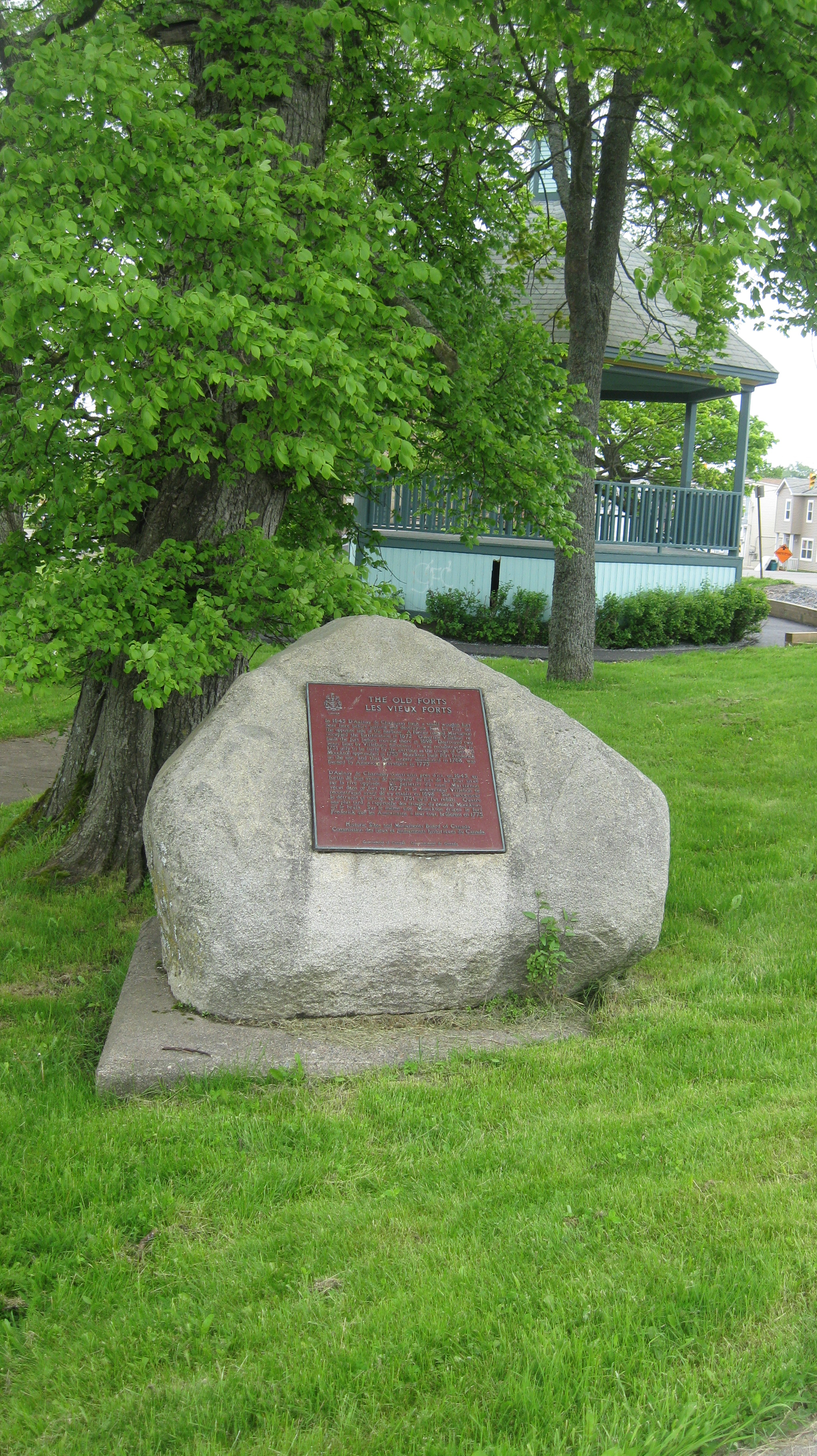
メナグエシュ砦の記念碑

フレンチ・インディアン戦争（七年戦争の北アメリカ方面戦争）の間、ボワシェベールは、1754年にメナグエシュ砦の指揮官となり、イギリス軍のセントジョン川における拠点作りを阻止した。しかし、1755年6月16日の、ボーセジュール砦の戦いで、ロバート・モンクトンの軍が勝利したことで、ボワシェベールの戦歴は転換点を迎えることになった。その後の戦いでフランス軍士官ボワシェベールは、ミクマク族とアカディア人を率いてイギリス軍にゲリラ戦を仕掛けた。ボーセジュール陥落直後、モンクトンは少人数の民兵が守っていたメナグエシュ砦に大規模な分遣隊を送り込み、もはや勝利の見込みはないことに気付いたボワシェベールは、敵軍の到着前に砦を焼き、地元民にまぎれながら敵との交戦を続けた。

### プティクーディアクの戦い

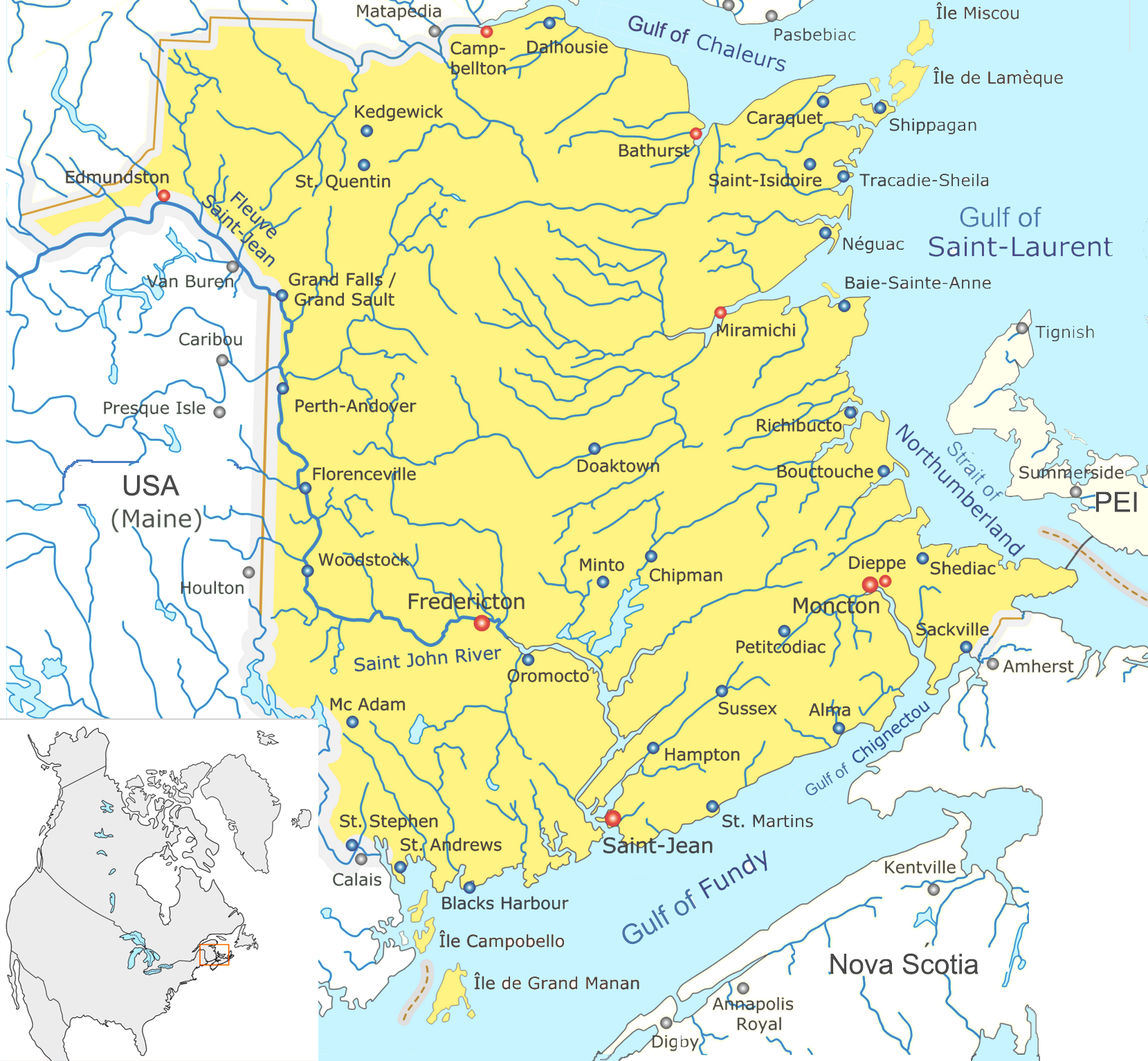
ニューブランズウィックの地図。右にシェディアクやミラミシ、左にセントジョン川が見える。

ボーセジュール砦の戦いからほどなくして、ボワシェベールは、イギリス軍によるシプディ（現シェポディ）、プティクーディアク（現ヒルズボロの近く）、そしてメムラムクックの諸集落の襲撃計画を知り、すぐにシプディに向かったが、時遅く、この村への襲撃を阻止できなかった。しかし、1755年の9月3日、ボワシェベールはイギリス軍に立ち向かい、3時間に及ぶ激闘の末敵軍に完勝し（この時のイギリス軍の被害は50人戦死、60人負傷）、イギリス軍は敗走した。ボワシェベール率いるフランス軍の損害は戦死わずか1名で、最も困窮していた30家族を連れてセントジョン川に戻った 。また、シェディアクとコカーニュの間の地域に、追放から逃れてきた200もの家族が新たに定住することができた。
1756年1月20日、ボワシェベールはフランソワ・ブーシェ・ド・ニヴェルヴィユ（Francois Boucher de Niverville）をヴェルト湾に派遣し、イギリスのスクーナー船に放火させた。ニヴェルヴィユは水兵たちの不意を襲って、7人を殺し、1人を捕囚として船を燃やした。同じころ、ボワシェベール自身は120人の兵と共にカンバーランド砦（旧ボーセジュール砦）を攻撃した。同じ年の5月にはルーネンバーグ奇襲を行った。
また、10月12日には、モンクトン砦（旧ガスパロー砦）への遠征に着手したが、到着前に敵軍が兵を撤退させ、砦を燃やした。
1758年7月26日にルイブールが陥落してからは、ポールトゥールーズ（現在のノバスコシア州セントピーターズ）付近の多くのアカディア人を、ミラミシの駐屯隊のもとへ逃がした。

### アカディア難民キャンプ

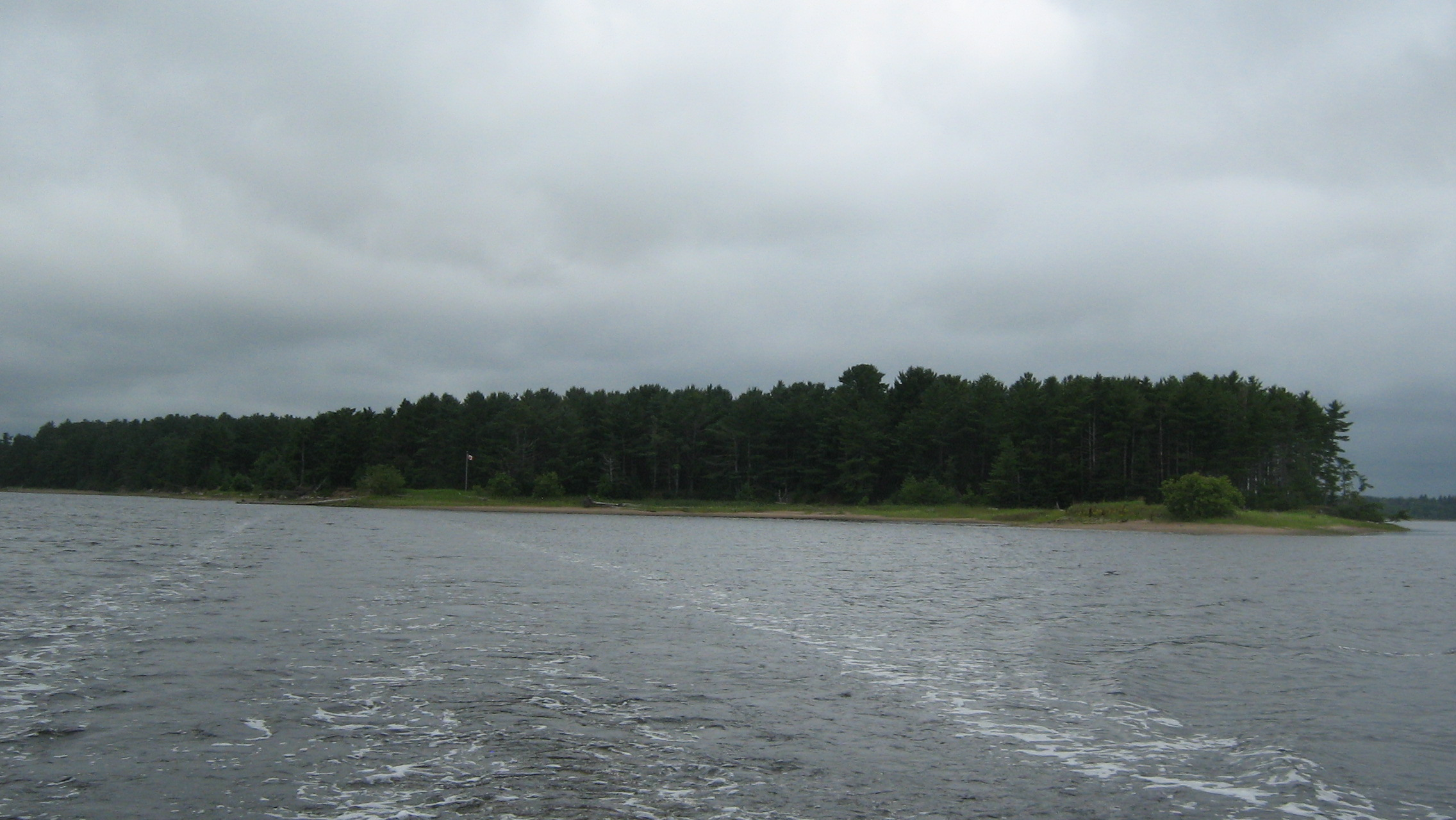
ボーベアーズ島

追放から逃れてきたアカディア人のために、ボワシェベールはシェディアク、ミラミシ、そしてレスティグーシュ川流域に難民キャンプを作った。1755年から1756年の冬には、ボワシェベールは一時期600人のアカディア人がいるシェディアクで過ごした。その翌年、ボワシェベールはシェディアクを発ってミラミシに行き、ル・カン・デスパランス（ケープ・ホープ）をボワシェベール島（ボーベアーズ島）に建てた。この難民キャンプには1000人から3500人ものアカディア人がいたと言われる。1757年1月までには、カン・デスパランスの状態は悲惨なものとなり、配給物資を巡って暴動が起きるようになったため、ボワシェベールはミラミシ川に浮かぶボワシェベール島に行って、彼の本拠地とアカディア人の難民収容所を作った。シャルル・ジェルマン神父の援助を受け、ボワシェベールは、イギリスへのアカディア人の抵抗勢力を維持しようと努めた。
その後レスティグーシュ川沿いのプティロシェル（現ケベック州ポワント・ア・ラ・クロワ）にも難民キャンプを作った。エイブラハム平原の戦いの後、1760年にレスティグーシュ川の戦いが起き、プティロシェルの数百人のアカディア人が捕虜となったまた翌1761年末には、さらに330人が捕虜となった。
ボワシェベールは、キャンプの状態に常に注意を払っていた。彼が、最も困窮している家族を連れて行こうとしていたにもかかわらず、ボーバサンの入植者がすでに拘束され、追放されていたこともあった。この時期は1756年から1758年の、多くのアカディア人が最も困窮していた時期と重なっていたため、物資は恒久的に不足しており、ボワシェベールにできることは限られていた。
ボワシェベールはまた、サンジャン島方面作戦でアカディア人の脱出を指揮し、セントジョン川方面作戦でもアカディア人を手助けした。

### トマストンの包囲
フレンチ・インディアン戦争中の1758年8月13日、ボワシェベールは400人の兵と共にミラミシを発って、メイン州のトマストンにあるセントジョージ砦を目指した。彼の部隊は9月9日に到着したものの、待ち伏せされ、撤退せざるを得なかった。これはボワシェベールにとって最後のアカディア遠征となった。その後彼らはメイン州のフレンドシップを襲い、住民を殺し、また捕囚とした。

### ケベック攻略とその後
ボワシェベールは、アカディアの志願兵による軍団とともに1759年夏、ケベック防衛戦とエイブラハム平原の戦いに参戦した。その年の冬、彼はこれが最後となるアカディアへの帰還をし、カナダへの援軍を集め、意気消沈したアカディア兵の士気を立て直した。1763年、ボワシェベールはアカディア人をカイエンヌ（フランス領ギアナ）に定住させる計画に加わり、軍人として赴任しようとしたがかなわなかった。1774年には植民地軍の検査官として任官しようとしたが、却下された。デシャン家がヌーベルフランスに祖父ジャン＝バティスト＝フランソワ・デシャン・ド・ラ・ブテユリーの代から領有していた領地ラ・ブテユリー（別名リヴィエール・ウエル）はその年に売却された。その後はフランスで結婚によって得た領地ラフトに住み、1797年1月9日にそこで死んだ。